# Simonszand
Die kleine unbewohnte Düneninsel Simonszand (friesisch: Simenssân) liegt im Wattenmeer zwischen Schiermonnikoog und Rottumerplaat. Sie gehört zur Gemeinde Het Hogeland.
Das Eiland besteht aus einem langgestreckten Hochsand von ca. 1,5 km Länge und ca. 750 Metern Breite. Es spielt eine wichtige Rolle als Rastplatz für Vögel wie dem Knutt und andere Strandläufer sowie Enten. Daneben ist Simonszand ein wichtiger Ruheplatz für Seehunde und ihren Nachwuchs. Daher hat 1999 das Ministerie van Landbouw beschlossen, dass Segler ihre Schiffe nicht mehr in der Nähe der Insel trockenfallen lassen dürfen, da dadurch die Ruhe der Seehunde erheblich gestört wurde.